# Lucy (gitara)

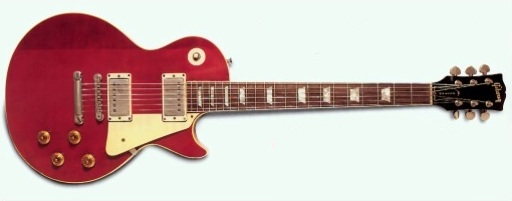
Lucy

„Lucy” to imię jakie George Harrison z zespołu The Beatles nadał unikalnej czerwonej gitarze Gibson Les Paul, ofiarowanej mu przez Erica Claptona w sierpniu 1968 roku. Wcześniej należała do gitarzystów rockowych Johna Sebastiana oraz Ricka Derringera. Została użyta przez Claptona do nagrania głównej partii gitarowej w „While My Guitar Gently Weeps” Harrisona. Lucy to jedna z najsłynniejszych gitar elektrycznych na świecie. 

## Początki
Lucy to tak naprawdę model „Goldtop” Les Paula z przetwornikami typu Humbucker, kombinacja produkowana jedynie w roku 1957 i przez część roku 1958. Archiwa Gibsona wykazały, że gitara o numerze seryjnym 7-8789 została wysłana z fabryki Kalamazoo 19 grudnia 1957 roku. Do roku 1965 należała do Johna Sebastiana z zespołu The Lovin’ Spoonful. Sebastian oddał ją Rickowi Derringerowi z The McCoys za wzmacniacz, gdyż jego własny uległ zniszczeniu. 
Do około 1966 roku oryginalne złote wykończenie gitary zostało bardzo wytarte, za co ojciec Derringera nieustannie go strofował. „Więc pomyślałem że skoro mieszkaliśmy niedaleko od fabryki Gibsona w Kalamazoo, oddam ją na odnowienie następnym razem gdy pojedziemy tam z zespołem. Przerobili mi ją w fabryce na styl gitary Gibson SG, z popularnym wtedy czysto czerwonym wykończeniem." Jednakże Rick nie był zadowolony kiedy dostał instrument z powrotem: „po prostu już nie była taka sama … zmieniła się w całkowicie inną gitarę.” Derringer sprzedał ją zatem w sklepie gitarowym Dana Armstronga w Nowym Jorku.

## Clapton i Harrison
Gitara przebywała w sklepie Armstronga tylko przez kilka dni, po czym zakupił ją Eric Clapton. Nie grał na niej zbyt często. Jego główne gitary z lat 1966-68 to psychodeliczny Gibson SG 1964, Gibson ES-335, odwrotny Gibson Firebird z 1963 lub 1964 oraz przypalany Les Paul którego kupił od Andy'ego Summersa. W sierpniu 1968 Clapton dał instrument w prezencie swojemu dobremu przyjacielowi, Georgowi Harrisonowi. Harrison nazwał czerwoną gitarę „Lucy”, po rudowłosej artystce komediowej Lucille Ball.
Harrison nagrywał w tym czasie razem z zespołem materiał, który znalazł się na płycie The Beatles. Od kilku tygodni pracował nad utworem „While My Guitar Gently Weeps”. Nie był w stanie nagrać głównej partii z której byłby zadowolony. Co więcej Lennon i McCartney podchodzili do tego lekceważąco i „nie starali się zbyt mocno”. Z tego powodu Harisson, wiedząc że jego koledzy z zespoły dobrze zachowują się przy gościach, 6 września zaprosił Claptona do EMI Studios na zagranie głównej partii. Powiedział mu przy tym „nie musisz brać ze sobą gitary, wiesz że mam dobrego Les Paula którego możesz użyć.” 
Harrison używał Lucy jako jednej ze swoich głównych gitar, była pamiątką jego czasów z The Beatles. Można ją zobaczyć w klipie promującym Revolution oraz filmie dokumentalnym Let It Be.

## Kradzież i odzyskanie
W 1973 roku Lucy wraz z innymi przedmiotami została skradziona z domu Harrisona w Beverly Hills. Złodziej lub jego pośrednik sprzedał ją do Whalin's Sound City na Sunset Boulevard w Hollywood. Właściciel George Whalin natychmiast ją odsprzedał (naruszając prawo o 30-dniowym okresie oczekiwania) Miguelowi Ochoa, muzykowi z Guadalajara w Meksyku. Kiedy czerwona gitara pojawiła się w policyjnym biuletynie skradzionego mienia, Whalin zadzwonił do Marka Haveya, znajomego Miguela. Zaczęły się długie negocjacje, w których wyniku Lucy wróciła ostatecznie do Harrisona w wymianie za gitarę basową Fender Precision Bass. Harrison nazwał potem ten incydent „porwaniem”. Zachował Lucy do swojej śmierci w 2001 roku.